# Dnevnik mojim otrokom
Dnevnik mojim otrokom (madžarsko Napló gyermekeimnek) je madžarski črno-beli dramski film iz leta 1984, ki ga je režirala in zanj napisala scenarij Márta Mészáros ter vsebuje resnične dogodke iz njenega življenja. V glavnih vlogah nastopajo Zsuzsa Czinkóczi, Anna Polony, Jan Nowicki, Mari Szemes, Pál Zolnay in Ildikó Bánsági. Zgodba prikazuje mlado Juli (Czinkóczi), ki se po koncu druge svetovne vojne vrne v domovino in se s tetino (Polony) pomočjo poskuša prilagoditi na novo življenje.
Film je bil premierno prikazan 3. maja 1984 v madžarskih kinematografih. Sodeloval je v tekmovalnem programu Filmskega festivala v Cannesu, kjer je bil nominiran za glavno nagrado zlata palma, osvojil pa Grand Prix oz. veliko nagrado žirije. Na Mednarodnem filmskem festivalu v Chicagu je bil nominiran za glavno nagrado zlati hugo, na Filmskem festivalu Ferskih otokov pa za zlati vlak za najboljši film.

## Vloge
- Zsuzsa Czinkóczi kot Juli
- Teri Földi kot Magda (glas)
- Anna Polony kot Magda, Julina teta
- Jan Nowicki kot János
- Sándor Oszter kot János (glas)
- Mari Szemes kot Nagymama
- Vilmos Kun kot Nagypapa (glas)
- Pál Zolnay kot Nagypapa
- Ildikó Bánsági kot Julina mati
- Éva Szabó kot Ilonka, Magdina hišna pomočnica
- Tamás Tóth kot Jánosov sin